# František Karel Opa
František Karel Opa (5. srpna 1849 Holice – 6. května 1914 Vrbno u Mělníka) byl učitel, ředitel kůru, předseda mnoha spolků, autor řady hudebních a pedagogických spisů.

## Život a dílo
V roce 1866 absolvoval učitelský ústav v Hradci Králové, potom učil na škole v Býšti a Dříteči u Pardubic, na Mělníce (1871–1876), pak ve Vrbně nad Vltavou (do 1914). Působil tam také jako ředitel kůru a byl aktivní v místním spolkovém životě. Vydal Zpěvník písní kostelních (Mělník 1873, tiskárna J. Jelena, vlastním nákladem) a jiné pedagogické spisy..